# Europa Unita
Europa Unita, beter bekend bij de inwoners onder de oorspronkelijke naam Poggio Tre Galli of onder de afkorting Poggio, is een dichtbevolkte plaats (frazione) aan de westelijke rand van de Italiaanse gemeente Potenza.